# 岐阜貨運站
岐阜貨運站（日语：／ Gifu-kamotsu-tāminaru eki */?）是一由日本貨物鐵道（JR貨物）所經營的鐵路車站，位於日本岐阜縣岐阜市境內，是東海道本線上的一個貨運專用車站。岐阜貨運總站與新南陽車站同樣，是JR貨物底下最早採用著發線荷役方式 的車站。雖然是獨立的兩個車站，但由於岐阜貨運總站的幅員廣大，其車站東側實際上就緊鄰著隔壁的客運車站、西岐阜車站的邊緣。
為了替代高架化之後完全客運專用的岐阜車站，作為鄰近地區鐵路貨運樞紐而設置的岐阜貨運站，擁有非常高的運輸量。每日皆有21班以貨櫃板車編成的高速貨物列車停靠本站（其中下行列車11班，上行10班），並進行貨櫃的裝卸。除此之外，本站也與名古屋貨運站及札幌貨運站之間有列車往返。

## 相鄰路線
東海旅客鐵道
東海道本線
西岐阜－岐阜貨運站－穗積

## 外部連結
- （日語）岐阜貨運站（JR貨物）